# Aulolaimus filiformis
Aulolaimus filiformis är en rundmaskart som först beskrevs av Timm 1957.  Aulolaimus filiformis ingår i släktet Aulolaimus och familjen Aulolaimidae. Inga underarter finns listade i Catalogue of Life.